# Сент-Джон, Джон, 2-й виконт Сент-Джон
Джон Сент-Джон, 2-й виконт Сент-Джон (англ. John St John, 2nd Viscount St John; 3 мая 1702 — 26 ноября 1748) — британский политик, заседавший в Палате общин в 1727—1734 годах.

## Биография

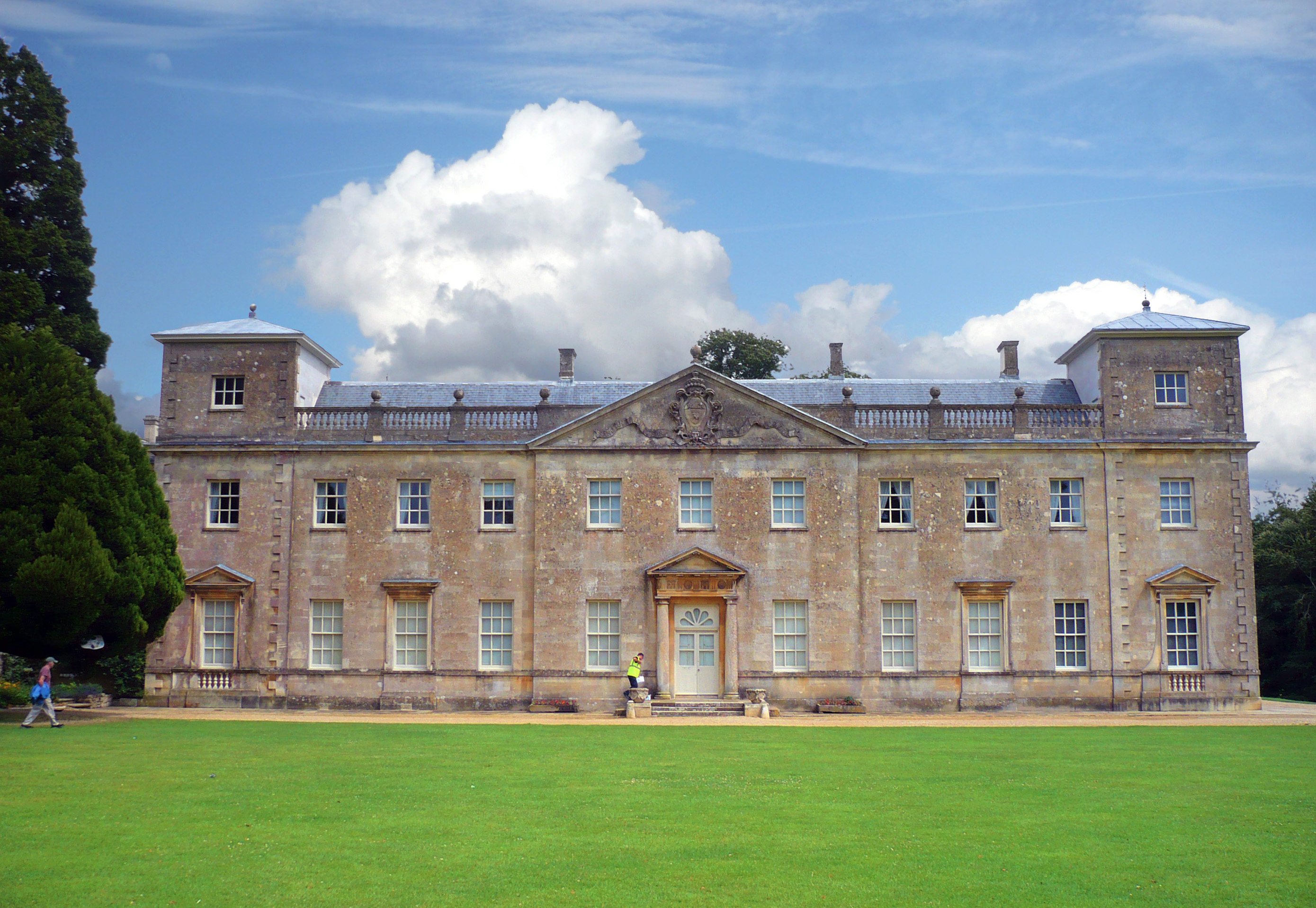
Лидьярд-хаус

Родился 3 мая 1702 года. Второй сын Генри Сент-Джона, 1-го виконта Сент-Джона (1652—1742), и его второй жены Анжелики Магдалены Уортон (? — 1736), вдовы Филиппа Уортона и дочери Клода Пелиссари, генерального казначея флота Людовика XIV.
Когда Джон Сент-Джон был ребёнком, его старший единокровный брат, виконт Болингброк, был лишен прав и исключен наследования звания пэра. Сент-Джон получил образование в Итонском колледже в 1717 году и был отправлен в Париж в 1720 году для завершения своего образования под присмотром Болингброка. В 1721 году его отец вложил 4000 фунтов стерлингов, чтобы получить обратно таможенную должность стоимостью 1200 фунтов стерлингов в год на жизнь своих двух младших сыновей, Джона и Холлеса.
На парламентских выборах 1727 года Джон Сент-Джон, достигнув совершеннолетия, был избран членом парламента от Вуттон-Бассета. Он больше не баллотировался на британских парламентских выборах 1734 года.
Сент-Джон был назначен контролером таможни в Лондоне в апреле 1740 года и занимал этот пост пожизненно.
После смерти отца 8 апреля 1742 года он унаследовал не только титул 2-го виконта Сент-Джона из Баттерси в графстве Суррей и 2-го барона Сент-Джона из Баттерси в графстве Суррей, став членом Палаты лордов Великобритании. Он также получил родовое гнездо — Лидьярд-парк.

## Семья
Джон Сент-Джон был дважды женат. 17 апреля 1729 года он женился первым браком на Энн Фернезе (? — 11 июля 1747), дочери сэра Роберта Фернезе, 2-го баронета из Уолдершера в графстве Кент, от его первой жены Анны Балам, дочери Энтони Балама. Дети от первого брака:
- Фредерик Сент-Джон, 2-й виконт Болингброк (21 декабря 1732 — 5 мая 1787), старший сын и преемник отца.
- Генерал Достопочтенный Генри Сент-Джон (1738 — 3 апреля 1818)
- Достопочтенный Джон Сент-Джон ? — 8 октября 1793)
- Достопочтенная Элизабет Луиза Сент-Джон (ок. 1744 — 4 февраля 1820), в 1760 году она вышла замуж за Уильяма Багота, 1-го барона Багота (1728—1798), от брака с которым у неё было восемь детей.

19 июня 1748 года виконт Сент-Джон женился вторым браком на Эстер Кларк (25 февраля 1722/23 — 8 марта 1752), дочери Джеймса Кларка из Уортона, графство Херефордшир. Второй брак был бездетным.
Виконт Сент-Джон скончался во Франции в ноябре 1748 года. Ему наследовал его старший сын Фредерик.